# Etinosa Oliha
Etinosa Godwin Oliha (* 13. Juni 1998) ist ein italienischer Berufsboxer im Mittelgewicht.

## Leben
Etinosa Oliha wurde am 13. Juni 1998 in Turin als Sohn von Patricia und Murphy Oliha geboren. Seine Eltern sind Einwanderer aus Nigeria. Als er fünf Jahre alt war, zog die Familie nach Asti. Oliha hat einen älteren Bruder und zwei ältere Schwestern.
Nach seiner Schulausbildung absolvierte er eine Lehre zum Elektriker.  Er ist ledig und lebt in Asti.

## Sportliche Karriere

### Amateurkarriere
Mit 14 Jahren nahm er an einer städtisch organisierten Veranstaltung teil, bei der sich die Sportvereine aus Asti gemeinsam vorstellten. Hier kam er in Kontakt mit Skull Boxe Canavesana und Davide Greguoldo. Etinosa war begeistert und trat dem Club bei. Greguoldo übernahm sein Training. Bis heute ist er Mitglied in dem Verein. 
Performance Indikatoren als Amateur: 59 Kämpfe, davon 45 Siege, 12 Niederlagen und zwei Unentschieden. 2016 italienischer Meister in der Jugend. Sein persönliches Highlight ist die Goldmedaille bei der italienischen Meisterschaft.
Etinosa Oliha startete seine Profikarriere mit 19 Jahren. Er wurde bis 2023 von seinem Amateurtrainer Davide Greguoldo betreut. 
Am 10. Februar 2020 bezwang er seinen Landsmann Carlo de Novellis und wurde italienischer Meister im Mittelgewicht. Es war Olihas elftes Gefecht als Berufsboxer. Er verteidigte die Meisterschaft gegen Andrea Roncon und Francesco Lezzi. Danach legte er den Titel nieder, um gegen Sofiane Khati um den wertigeren „Mediterranean Middle“ der International Boxing Organization (IBO) zu kämpfen. Er bezwang den Franzosen durch Abbruch in der 5. Runde.
Agon Sports & Events lud Oliha als Sparringsgegner für seine Mittel- und Supermittelgewichtsboxer ein. Oliha überzeugte das AGON Management durch seine Leistungen und unterschrieb im November 2022 einen Vertrag bei der Berliner Boxpromotion. In seinem Stalldebüt am 24. Februar 2023 bezwang er Rafael Amarillas Ortiz und wurde Intercontinental Champ im Mittelgewicht der World Boxing Organization WBO.

#### IBO Weltmeister
Fünf Monate später, am 1. Juli 2023, wurde die von AGON ursprünglich geplante Intercontinental Meisterschaft der IBO gegen den Chilenen Julio Alamos von der IBO zu einem Welttitelkampf deklariert, weil der amtierende Champ Gennadi Golowkin kurz vor dem Aufeinandertreffen von Oliha und Alamos seinen Welttitel niederlegte.
Oliha besiegte Alamos nach Punkten und war damit der erste Welttitelträger des Berliner Boxstalls. Er schloss mit seinem Sieg auch die Lücke italienischer Weltmeister in den oberen Gewichtsklassen. Hier war zuletzt Giovanni de Carolis Welttitelträger der GBU und WBA, der im November 2016 beide Titel an Tyron Zeuge abgab.
Vor der ersten Titelverteidigung, im November 2023, übergab Davide Greguoldo Olihas Betreuung offiziell an Agon Sports & Events Headcoach Franquis Aldama.

#### Titelgewinne
- 6. April 2024 IBF International im Mittelgewicht

- 25. November 2023: Verteidigung seines IBO Weltmeistertitels im Mittelgewicht[2]
- 1. Juli 2023: IBO Weltmeister im Mittelgewicht[9][10][11]
- 24. Februar 2023: WBO Intercontinental im Mittelgewicht[12]
- 10. Juli 2022: IBO Mediterranean im Mittelgewicht
- 2. Juli 2021: Italienischer Meister im Mittelgewicht
- 21. August 2020: Italienischer Meister im Mittelgewicht
- 21. Februar 2020: Italienischer Meister im Mittelgewicht